# Surrealism

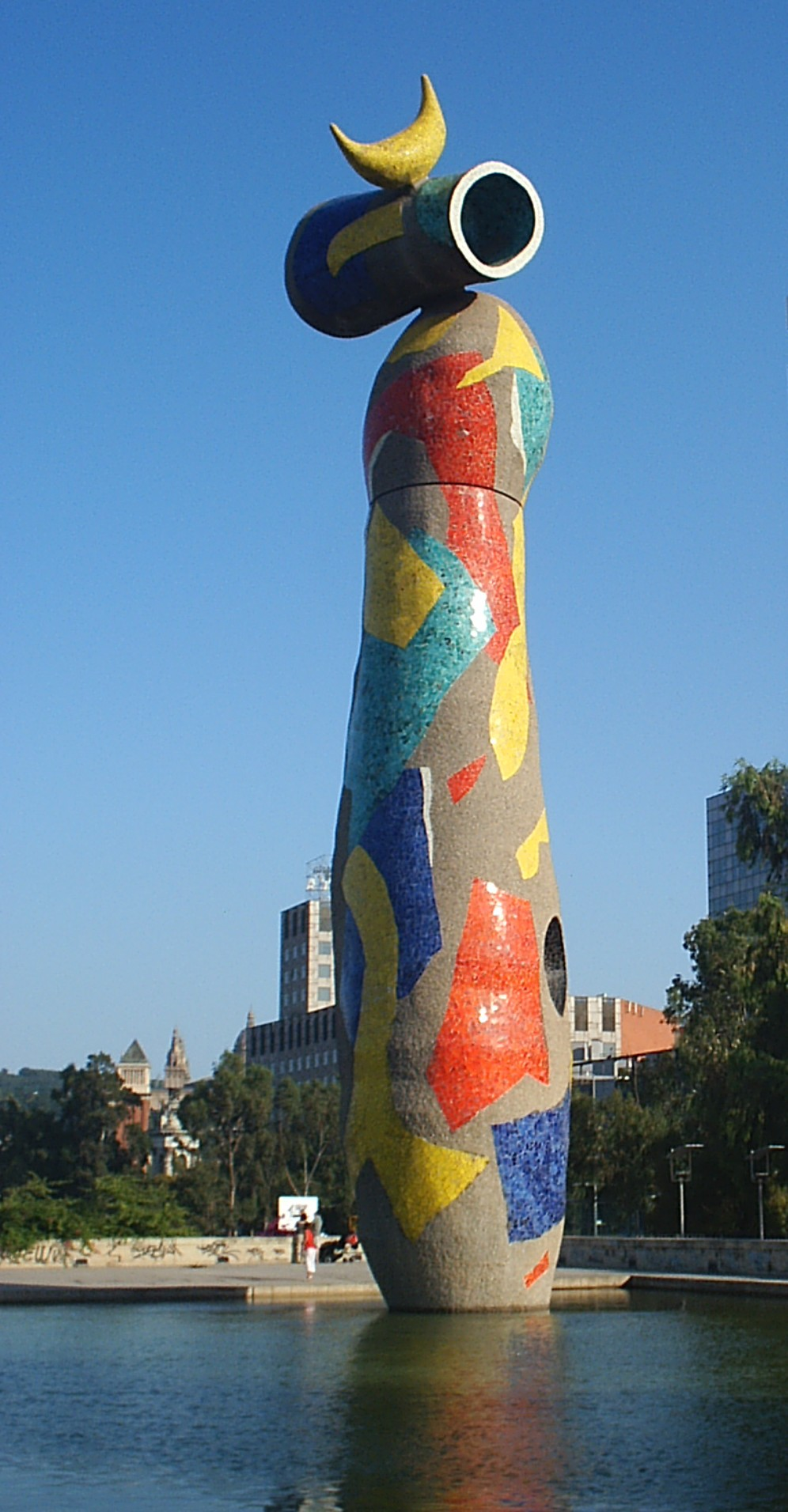
Joan Miró: Kvinna och fågel (Barcelona, 1982).

Surrealism är en riktning inom modernistisk konst, litteratur och filosofi. Den uppstod i Frankrike på 1920-talet och spred sig snabbt över västvärlden. 

## Definition
Riktningens grundare och främste teoretiker André Breton definierade 1924 surrealismen som, 
Ren psykisk automatism genom vilken man i tal, skrift eller på annat sätt avser att uttrycka tankens verkliga funktion. En tankens diktamen befriad från varje förnuftsmässig kontroll och från varje estetisk eller moralisk beräkning.

## Måleri
Ett surrealistiskt måleri inbegrep att konstnären tagit sig förbi logiken, som betraktas som ett konstens hinder, för att låta undermedvetna "vrickade" kombinationer av ting löpa samman. När förnuftet skjuts åt sidan släpper exempelvis de spärrar som fått ett ägg att vara mindre än solen eller ett bord att ha en normal slät yta. Istället kan en meningsfull koppling mellan till exempel en grön varmkorv och en gigantisk kam äga rum i avsaknaden av logik. En vaken betraktare åser ofta genom sitt filter av förnuft ett surrealistiskt konstverk som en vrickad, ologisk och absurd framställning av verkligheten.
| ”                | En konstnär kan använda sig av allt – en plump, en linje, den mest konventionella eller okonventionella symbol – för att säga vad han vill ha sagt. | „ |
| – Marcel Duchamp | |   |

### Historik
Breton insåg tidigt att dadakonstnärerna med sin kult av det absurda var användbara och på den första surrealistiska utställningen 1925 medverkade dadaister som Max Ernst och Hans Arp. Dadaismen var dock inte surrealismens enda föregångare. Giorgio de Chirico hade med sin ”pittura metafisica” – där robotaktiga figurer rör sig stelt över gator och torg – öppnat en väg till det undermedvetnas värld, likaså Marc Chagall med sina irrationella drömbilder från barndomens Ryssland. Chagall anslöt sig dock aldrig till surrealismen.
Man inspirerades även av äldre mästare som Hieronymus Bosch, Arcimboldo, Blake och Füssli.
Den surrealistiska konsten skulle liksom dikten vara resultat av spontana impulser, som intellektet inte hunnit sovra eller påverka. Max Ernst skapade det surrealistiska collaget genom att göra ”synliga dikter” av klipp ur 1800-talstidningar. Hans Arp och Kurt Schwitters gjorde slumpartat sammanställda collagekompositioner. André Masson uppfann (enligt Breton) det ostyrda klottrandet.
I den första surrealistutställningen 1925 deltog utöver de nämnda även Picasso, Miró, Klee och Man Ray. Mot slutet av 1920-talet anslöt sig Salvador Dali till surrealismen, som därmed fick en ny sida, ”den rationella surrealismen”, som var en intellektuellt medveten sammanställning – eller deformering – av verklighetsstoffet. Mest framträdande representanter utöver Dali blev Yves Tanguy, René Magritte och Paul Delvaux och i Sverige Halmstadgruppen.
Elva större internationella surrealistutställningar arrangerades åren 1935–1965, i Köpenhamn 1935, London 1936, Paris 1938, Mexico City 1940, New York 1942, Paris och Prag 1947, Paris 1959, New York 1960, Milano 1961 och Paris 1965.

## Surrealismen i Sverige
I den svenska litteraturen är Gunnar Ekelöfs debutdiktsamling sent på jorden (1932) ett tydligt och sammanhållet första försök i denna riktning. Artur Lundkvist fortsatte introducera den litterära surrealismen genom essäer, egna dikter och förord till tolkningsvolymer från franska och spanska. På 1940-talet hämtade främst Erik Lindegren och Gösta Oswald sitt formspråk från den internationella surrealismens litteratur. Paul Andersson förvaltade detta arv på 1950-talet, tillsammans med bland andra Lasse Söderberg och Tomas Tranströmer. Den unge Lars Norén var en solitär utövare under 1960-talet. På 1990-talet framträdde en surrealistgrupp kring Aase Berg och Carl-Michael Edenborg.
Inom svenskt måleri brukar Halmstadgruppen framhållas som en tidig företrädare, med medlemmar som Erik Olson, Waldemar Lorentzon och Esaias Thorén. Senare enskilda svenska konstnärer som tagit starka intryck av den traditionella surrealismens formspråk är Hans Arnold, Hans TB Hansson och Lars Sjöström. 

## Författare (urval)
| - Guillaume Apollinaire (avled innan konstriktningens grundande men var den som myntade ordet) - Louis Aragon (utesluten 1932) - Antonin Artaud (utesluten 1926) - Georges Bataille (utesluten 1929) - André Breton - Leonora Carrington - René Char - René Crevel - Robert Desnos (utesluten 1929) | - Jean-Pierre Duprey - Paul Eluard (utesluten 1938) - David Gascoyne - Jindřich Heisler - Radovan Ivšić - Federico García Lorca - Joyce Mansour - César Moro - Vítězslav Nezval - Octavio Paz | - Benjamin Péret - André Pieyre de Mandiargues - Raymond Queneau (utesluten 1930) - Georges Ribemont-Dessaignes - Philippe Soupault (utesluten 1926) - Tristan Tzara - Unica Zürn - Roger Vitrac (utesluten 1928) |

## Bildkonstnärer (urval)
| - Hans Bellmer - Vilhelm Bjerke-Petersen - Claude Cahun - Giorgio de Chirico - Jean Cocteau - Salvador Dalí (utesluten 1934) - Oscar Dominguez - Marcel Duchamp - Max Ernst (utesluten 1954) - Leonor Fini | - Dora Maar - Wilhelm Freddie - Alberto Giacometti - Valentine Hugo - Edgar Jené - Frida Kahlo - Wifredo Lam - René Magritte - Joan Miró - Paul Nash | - Meret Oppenheim - Francis Picabia - Man Ray - Kay Sage - Jindřich Štyrský - Yves Tanguy - Dorothea Tanning - Toyen - Remedios Varo |

### Svenska bildkonstnärer (urval)
| - Halmstadgruppen - Eric Grate - Greta Knutson-Tzara - Gunnar Löberg - Endre Nemes - Sven-Erik Johansson - Max Walter Svanberg |